# Jean-François de Montillet de Grenaud
Jean-François de Montillet de Grenaud (1702-1776) fut évêque d'Oloron de 1735 à 1742, puis archevêque d'Auch, primat de Novempopulanie et des Deux Navarres, de 1742 à 1776. Adepte de la Réforme catholique, il s'est érigé en défenseur des Jésuites. Il s'est illustré dans ses controverses à l'encontre des philosophes de son temps, et notamment Voltaire, qu'il considérait comme des ennemis de l’Église.

## Biographie
Issu d'une famille noble d'ancienne extraction de 1479, du Bugey, ancienne province du duché de Savoie, Jean-François de Montillet de Grenaud est né le 13 mars 1702 à Champdor, situé dans l'actuel département de l'Ain. Il est le fils de Guy de Montillet (1662-1732), baron de Champdor et d'Hippolite de Révol. La famille de Montillet se caractérise par une grande piété : à la génération de son père, on compte six enfants sur huit entrés en religion.
Le jeune Jean-François est orphelin de sa mère à l'âge de 8 ans. Il est désigné en 1710 comme héritier de son oncle savoisien, Jean Louis de Grenaud, marquis de Rougemont, fils de Joseph de Grenaud et de Catherine de Montillet, à charge de porter le nom et les armes des Grenaud qui sont écartelées avec celles des Montillet. Il est élevé par son oncle, Joseph de Revol, évêque d'Oloron. Entré au séminaire de Saint-Sulpice le 15 avril 1723, il suit les cours de théologie à la Sorbonne. Son compagnon d'étude est le futur cardinal de Fleury qui sera désigné comme précepteur, puis ministre de Louis XV. Il est ordonné prêtre en 1725 et nommé vicaire de Saint-Trivier-sur-Moignans, sous la direction spirituelle de l'abbé Joachim Guillot, curé de la paroisse. Il devient en 1734 l'un des vicaires généraux du diocèse d'Oloron. Il est sacré évêque d'Oloron le 2 octobre 1735, en remplacement de son oncle qui se démet en sa faveur.
Nommé à l'archevêché d'Auch le 12 avril 1742, en remplacement du cardinal Melchior de Polignac, qui n'avait jamais occupé son siège, Jean-François de Montillet prend possession de son diocèse le 14 octobre suivant. Son ministère va durer 34 ans de 1742 à 1776. Il va considérablement embellir son diocèse. Le palais de l'archevêché à Auch va être achevé sur les plans de Jean-Baptiste Alexandre Le Blond qui en avait commencé la construction à l'instigation de l'archevêque Augustin de Maupeou. Jean-François de Montillet réalisera aussi d'importants travaux dans sa résidence de campagne, le château de Mazères à Barran. Les inventaires après décès montrent dans ces deux résidences un grand train de vie, une véritable organisation de l'espace qui lui permet de recevoir de nombreux invités du diocèse, mais aussi un vrai sens social que l'on devine dans les aménagements pour le personnel (infirmerie, chambres, etc.)
La bibliothèque, considérable elle aussi, montre parfaitement ses orientations pastorales.
Le jour même de sa mort, survenue à Saint-Sulpice le 7 février 1776, il demande au cardinal de La Roche Aymon, qui était venu lui rendre visite, d'être remplacé par Éléonor-Léon Leclerc de Juigné, évêque de Chalons, qui passait pour un prélat d'une grande piété. Il est inhumé le 10 février 1776 dans la crypte de l'église Saint-Sulpice, à Paris.

## L'archidiocèse de Novempopulanie et des deux Navarres
Le siège de l'archidiocèse est situé à Auch. Les diocèses et leurs évêques placés sous la juridiction spirituelle de Montillet, archevêque d'Auch, primat de Novempopulanie et des deux Navarres sont :
- Aire-sur-Adour - François de Serret de Gaujac (1735-1757). Playcard de Raigecourt (1758-1783).
- Bayonne - Christophe de Beaumont du Repaire (1741-1745). Guillaume VI d'Arche (1745-1774).
- Bazas - Edme Mongin (1724-1746). Jean-Baptiste Amédée de Grégoire de Saint-Sauveur (1746-1792).
- Saint-Bertrand de Comminges - Antoine de Lastic (1740-1763). Charles Antoine Gabriel d'Osmond de Médavy (1763-1785).
- Couserans - Jean-François de Machéco de Prémeaux (1726-1752). Joseph de Saint-André de Marnays de Vercel (1752-1779).
- Dax - Louis-Marie de Suarez d'Aulan (1737-1771). Charles-Auguste Le Quien de La Neufville (1772-1791).
- Lectoure - Paul-Robert Hertault de Beaufort (1721-1745). Claude-François de Narbonne-Pelet (1745-1760). Pierre (VII) Chapelle de Jumilhac de Cubjac (1760-1772). Emmanuel-Louis de Cugnac (1772-1790).
- Lescar - Hardouin de Chalon de Maisonnoble (1730-1762). Marc-Antoine de Noé (1763-1790).
- Oloron - François de Revol (1742-1783), cousin et successeur de J-F de Montillet.
- Tarbes - Pierre de Beaupoil de Saint-Aulaire (1741-1751). Pierre de La Romagère (1751-1769). Michel-François de Couët du Vivier de Lorry (1769-1782).

## Les années de sacerdoce
Au cours d'un long conflit qui opposa Jean-François de Montillet à l'intendant d'Auch, Antoine Mégret d'Étigny — caractéristique de l'opposition locale entre le pouvoir spirituel et le pouvoir temporel  — ce dernier devait reconnaître dans un message adressé au secrétaire d'État Saint-Florentin en 1759 : 

« Je conviens que M. l'Archevêque d'Auch est de très bonnes mœurs. »

En effet, la vie sacerdotale de Jean-François de Montillet fut exemplaire, particulièrement au siècle des Lumières durant lequel les mœurs des princes de l'Église étaient souvent l'objet de la critique des philosophes.
L'archevêque d'Auch tient sa permanence au Palais épiscopal d'Auch et se met à la disposition du clergé et des paroissiens de la cathédrale. Il multiplie les visites paroissiales. Il publie en 1770 une Instruction pastorale sur l'état sacerdotal qui est la synthèse de ses mandements antérieurs consacrés au bon niveau moral du clergé de Novempopulanie et des deux Navarres relevant de son diocèse. Cet ouvrage prône la morale et l'ascétisme du clergé. Il affirme avec force que, pour animer toute sa vie sacerdotale, le prêtre doit avant tout être un homme de prière. Le prélat tient à recevoir individuellement chaque prêtre du diocèse. Il veille au recrutement du séminaire où les clercs doivent subir une formation nécessaire avant leur ordination. Il exprime sa volonté formelle que les prêtres entrent dans la vie sacerdotale par vocation et non « parce qu'ils ne sont pas nés les aînés de leurs familles, ou qu'ils n'ont pas montré assez de talent pour le monde, ou parce que leurs parents, pour se débarrasser d'eux, les ont donnés à Dieu ».
L'archevêque organise des conférences ecclésiastiques. Chaque année, il décide des sujets à traiter et demande aux prêtres du diocèse d'y apporter tous leurs soins. Les conférences ont lieu chaque mois, sauf en hiver. Les prêtres qui manquent trois réunions consécutives sans raison valable sont sanctionnés. Il va pallier l'absence de catéchisme : en quelques mois, il rédige le catéchisme du diocèse d'Auch. Dès 1745, les enfants étaient en mesure de réciter le catéchisme en entier.
Chaque année, Montillet fait prêcher des missions dans les paroisses du diocèse, pendant l'Avent ou le Carême. Il recrute lui-même les prédicateurs les plus expérimentés et les instruit personnellement. Il fait, à ces occasions, imprimer des recueils de cantiques populaires en français et en gascon.

## La Réforme catholique
Les détails relevés dans la vie pastorale du diocèse d'Auch nous indiquent combien Montillet est influencé par la Réforme catholique. Ce mouvement, par réaction à l'essor du protestantisme, remonte au XVIe siècle et a prospéré au XVIIe siècle avec le cardinal de Bérulle. Il fut l'initiateur de l'école française de spiritualité qui a marqué le clergé français, et en particulier les prêtres passés par le séminaire de Saint-Sulpice, à Paris.
Il semble bien que, dans les campagnes, les disciplines de la Réforme Catholique se soient longtemps maintenues au XVIIIe siècle.

### Les Indulgences de 1748
Attaché à la pratique des Indulgences, l'archevêque obtient du pape Benoît XIV l'indulgence plénière à l'heure de la mort pour tous ses diocésains et pendant toute la durée de son épiscopat. Peu de diocèses, même dans les évêchés traditionnels, sollicitèrent une telle faveur au XVIIIe siècle.

### Le rituel de 1750
Jean-François de Montillet va développer l'édition de livres liturgiques. Son œuvre ne s'éloigne pas de la liturgie romaine. Toutefois, sous l'influence de Louis Legrand, théologien de Saint-Sulpice, il procède à l'introduction d'hymnes parisiens. Son Rituel à l'Usage de la Province Ecclésiastique d'Auch, publié à Paris chez Jean-Baptiste Coignard, imprimeur du roi, en 1751, obtient un succès régional. Il est introduit dans tous les diocèses relevant de l'archidiocèse de Novempopulanie et des Deux-Navarres, à son initiative.
Dans la préface de ce grand livre in folio, destiné à être supporté par un lutrin dans le chœur des églises, à l'usage des prêtres officiants, Jean-François de Montillet précise que « Nous avons donné à cette nouvelle édition tout ce que nous avons eu de loisir. Nous avons compté cette occupation au nombre de nos plus importantes affaires, parce qu'il s'y agissait plus directement de l'instruction des prêtres et par là aussi de l'édification des peuples que la divine Providence a confiés à nos soins ». En s'adressant aux « archiprêtres, curés, vicaires,et autres ecclésiastiques employés à la conduite des âmes dans notre diocèse », il écrit: « Souvenez-vous  que l'œuvre que vous faites est l'œuvre de Dieu par excellence, puisque vous dispensez les trésors de l'Église, les Dons de Dieu, les grâces du Saint Esprit, la vertu de Jésus-Christ, ses mérites et son sang même ; et que si vous vous rendiez coupables de quelque négligence, vous pourriez attirer sur vous la malédiction dont l'Écriture Sainte vous menace : Maledictus qui facit opus Dei negligenter ».
Le Rituel du Diocèse d'Auch de Montillet adopté par tous les évêques de l'archidiocèse de Novempopulanie et des Deux-Navarres, resta en usage jusqu'à la Révolution française.

### Le catéchisme et le bréviaire de 1753
En 1753, Montillet fait paraître un catéchisme et un bréviaire de 900 pages dont la diffusion sera limitée à la province ecclésiastique d'Auch : Aire, Auch, Bayonne, Bazas, Le Comminges, Le couserans, Dax, Lectoure, Lescar, Oloron, et Tarbes.

## Le défenseur de l’Église
Archevêque de la Réforme catholique, prélat d'Ancien Régime, Montillet est représenté comme un ardent défenseur de l’Église.

### Le champion de l'anti-jansénisme
Sur le plan religieux, l'archevêque d'Auch s'oppose fermement au jansénisme et provoque des mouvements en réunissant 22 évêques pour proclamer ses convictions. De son côté, son ancien évêque de Bayonne, Christophe de Beaumont du Repaire, devenu archevêque de Paris, est victime de ses opinions anti jansénistes et, destinataire d'une lettre de cachet, devra se retirer dans ses terres. Le 27 janvier 1755, Jean-François de Montillet a l'audace de critiquer une déclaration du roi Louis XV en date du 2 septembre 1754, destinée à apaiser les conflits entre les tenants du jansénisme et leurs adversaires. Un arrêt du parlement de Paris du 3 mars 1755 condamne ses prises de position qu'il estime contraires à l'autorité du roi et de ses cours. Il juge que la proclamation de Montillet contient « des imputations calomnieuses, des principes faux, séditieux, contraires aux canons reçus dans le royaume et à l'autorité du roi et de ses cours ». La proclamation imprimée du contestataire est lacérée et brûlée dans la cour du Palais. Le 16 octobre 1756, le parlement de Toulouse condamne à son tour l'imprimé au feu « comme téméraire, séditieux, tendant à renouveler les troubles que la sagesse du roi a éteints par sa déclaration du 2 septembre 1754 ». Le pape Benoît XIV est obligé d'intervenir par un bref du 20 octobre 1756 pour venir au secours de son représentant et pour modérer les différends entre les jansénistes et anti-jansénistes. Mais le bref du pape fut supprimé par le parlement de Paris et les adversaires renvoyés dos à dos !

### Le défenseur des Jésuites
Il se fait aussi le champion de la défense des Jésuites attaqués de toutes parts. Le 17 août 1759, il leur adresse un message qui constitue un éloge en louant une compagnie « qui nous est infiniment chère, en qui nous ne trouvons rien de répréhensible à tous égards ».
En 1762, l'ordre des Jésuites est supprimé sur l'ensemble du territoire par des arrêts successifs des parlements régionaux. Le parlement de Toulouse ordonne l'éviction des Jésuites et la fermeture de leurs collèges par un arrêt du 5 juillet 1762. Montillet monte sur ses grands chevaux et par une lettre pastorale du 23 janvier 1764, condamne l'intrusion des parlements dans les affaires de l'Église. Et voilà que le parlement de Paris, toutes chambres réunies, juge le 4 avril 1764, que l'ordonnance de Montillet doit être lacérée et brûlée, « comme étant ladite Instruction, captieuse, calomnieuse envers les magistrats et tendant, sous prétexte d'Instruction, à favoriser le fanatisme, à troubler le repos et à soulever les esprits contre le respect et l'obéissance dus à l'autorité du roi et aux arrêts de la Cour ». Le parlement de Toulouse confirme cet arrêt le 9 avril 1764.
En tant que défenseur des Jésuites, Montillet est entièrement approuvé et même soutenu par le pape Clément XIII, successeur de Benoît XIV, qui lui adresse un message pour lui faire part de sa satisfaction.
En novembre 1764, le roi Louis XV confirme les arrêts des parlements en décidant l'expulsion des Jésuites du royaume de France. Par dérogation, il accepte toutefois, en faveur des thèses de Montillet, de conserver en France les prêtres jésuites comme membres du clergé séculier soumis à l'autorité des évêques.

### La bataille contre les Philosophes
Montillet considère que les philosophes de son temps sont des ennemis de l'Église. Il le fait bien sentir dans ses polémiques. Christophe de Beaumont du Repaire est partie prenante dans ce débat houleux. En retour, les philosophes leur adressent une avalanche d'écrits vengeurs et perfides, souvent anonymes ou sous un pseudonyme, qui ont pour objet de foudroyer l'adversaire.
Voltaire est la cible privilégiée de l'archevêque d'Auch qui le considère comme l'ennemi le plus dangereux de l'Église. Il écrit dans sa lettre pastorale du 23 janvier 1764 « Quel ennemi de la Religion, la France a-t-elle nourri dans son sein dans la personne du célèbre poète de nos jours !… Il fut un auteur mercenaire qui varia ses talents, qui multiplia ses productions par le bas motif d'un vil intérêt; un vagabond chassé de sa Patrie, un apostat méprisable, né pour le malheur de ce siècle, un historien sans foi ».
De Jean-Jacques Rousseau, Montillet combat la philosophie du Contrat social et de l'Émile. Il s'élève « contre la manière de former de bons citoyens et des hommes vertueux en les livrant à tous les penchants de la nature, à tous les vices dont ils portent les germes en naissant. »
Depuis Auch, l'archevêque met en garde les prêtres du diocèse : « Il s'élèvera des hommes pervers, nous dit le Sauveur du monde. Ils empoisonnent l'univers par leurs discours et leurs écrits. Fuyez, nos très chers frères, fuyez ces artisans d'iniquité, ces docteurs de mensonge et ne cessez pas d'annoncer à vos ouailles  les dangers qu'elle courent auprès d'eux.Les exhalaisons des pestiférés sont moins mortelles que le souffle empoisonné de leurs propos et de leurs écrits. Fuyez, ce sont là des corrupteurs et ces antéchrists dont parle l'apôtre Saint-Jean. »
Une réponse intervient le 15 mars 1764. Elle est supposée émaner de Jean-Jacques Rousseau, mais l'écrivain désavoue ce factum : « J'étais tranquille dans ma retraite, occupé de moi seul, bien résolu de ne plus me montrer sur la scène du monde, lorsqu'on est venu m'apprendre qu'un prélat, dont j'ignorais même le nom, s'évertuait à m'invectiver du fonds de la Gascogne. Que voulez-vous qu'on pense d'un archevêque qui fait de telles déclarations à propos de M. de Voltaire. L'auteur de l’Émile ne devait pas être oublié dans cette bruyante sortie que vous faites contre tous les auteurs de votre siècle. Ce que je puis assurer, c'est que la profession de foi du  Savoyard ne fera jamais autant de mauvais citoyens que l'air qu'exhalent vos Mandements ».
Voltaire, de son côté, répond à plusieurs reprises par personnes interposées. Sous le nom d'un certain Daumart, gentilhomme hébergé à Ferney, il écrit le 29 mai 1764 : « Permettez, monseigneur, qu'un gentilhomme s'adresse à vous pour une chose qui vous regarde et qui me touche. Affligé depuis quatre ans d'une maladie incurable, j'ai été recueilli dans un château de M. de Voltaire, sur les confins de la Bourgogne; il me tient lieu de père, ainsi qu'à la nièce du grand Corneille. Je lui dois tout: vous m'avouerez que j'ai dû être surpris et blessé quand on m'a dit que vous aviez traité, dans un mandement, mon bienfaiteur d'auteur mercenaire… Et vous sentirez quelque repentir d'avoir outragé ainsi, sans aucun prétexte, une famille qui sert le roi dans les armées et dans les parlements. J'attendrai l'honneur de votre réponse un mois entier. J'ai l'honneur d'être dans cette espérance, monseigneur, etc… ».
Le patriarche de Ferney rédige une diatribe « Si c'est un jésuite qui est l'auteur de votre brochure, vous êtes bien à plaindre de l'avoir signée. Si c'est vous qui l'avez faite, vous êtes plus à plaindre encore ».
Enfin, dans une dernière intervention, Voltaire, en séjour aux Délices, se plaint au cardinal de Bernis : « Je suis obligé de parler ici à votre éminence d'un archevêque de votre voisinage qui a fait un étrange mandement. Il m'y a fourré très indécemment: c'est M. d'Auch. Il prenait bien son temps ! tandis que je faisais mille plaisirs à son neveu, qui est un gentilhomme de mon voisinage. On dit que c'est un Patouillet, jésuite, qui est l'auteur de ce mandement brûlé à Toulouse… Je supplie son éminence de me conserver ses bontés et d'agréer mon tendre respect ».

### Retraite à Saint-Sulpice - Épilogue
Montillet, souffrant, devait se retirer définitivement à Saint-Sulpice en 1775 pour y achever son destin. Il perdit certes beaucoup de temps en controverses, mais laissa à ses concitoyens la marque d'un pasteur courageux, pugnace dans son combat de défenseur de l'Église, dévoué à ses paroissiens et à son clergé, opposé à la rigueur janséniste et adepte de la Réforme catholique. L'archevêque d'Auch s'est révélé comme un puissant personnage qui pouvait se dresser contre un édit royal ou un édit du Parlement, sans craindre réellement de subir les sévères sanctions royales infligées par une lettre de cachet, car ses détracteurs le savaient soutenu par le Saint-Siège. Et dans son combat contre les idées philosophiques de son siècle, ce prélat d'Ancien Régime démontre qu'il avait bien mesuré l'étendue des périls que les philosophes faisaient courir à l'Église, alors que tant de prélats croyaient que l'Ancien Régime ne finirait jamais.